# 今歸仁村
今歸仁村（日语：／ Nakijin son */?，琉球語：／ ）位於琉球列島沖繩群島沖繩島北部地區西側，包括了沖縄島的本部半島東北部區域，以及離沖繩島約1.5公里遠的古宇利島。古宇利島可透過ワルミ大橋及古宇利大橋（經屋我地島）與本島相連。

## 地理

### 轄區
| - 天底 - 今泊 - 運天 - 兼次 - 上運天 - 古宇利 - 越地 | - 吳我山 - 崎山 - 謝名 - 諸志 - 勢理客 - 玉城 | - 渡喜仁 - 仲尾次 - 仲宗根 - 平敷 - 與那嶺 - 湧川 |

## 歷史
- 琉球王國時期：為北山王國的政治中心，今歸仁城。
- 1666年：本部半島全境原為今歸仁間切管轄，西南側被分割獨立設置本部間切（現本部町）。
- 1896年4月1日：實施郡區制，為國頭郡轄下今歸仁間切。
- 1908年4月1日：實施島嶼町村制，今歸仁間切改設為今歸仁村。
- 2002年：今歸仁城的遺跡被列為世界遺產。
- 2005年：連結古宇利島和名護市的屋我地島的古宇利大橋通車
- 2025年：JUNGLIA叢林樂園預計7月25日開幕。

## 交通

### 道路
| 國道 - 國道505號（本部循環線） 主要地方道 - 沖繩縣道72號名護運天港線 | 一般縣道 - 沖繩縣道115號線 - 沖繩縣道123號線 - 沖繩縣道247號古宇利屋我地線 （連結古宇利島和名護市的屋我地島） - 沖繩縣道248號屋我地仲宗根線 |

### 港口
- 運天港

## 觀光景點
- 今歸仁城遺跡。
- 乙羽岳
- JUNGLIA沖繩

## 教育

### 高等學校
- 沖繩縣立北山高等學校（页面存档备份，存于）

### 中學校
- 今歸仁村立今歸仁中學校

### 小學校
| - 今歸仁村立天底小學校 - 今歸仁村立今歸仁小學校 - 今歸仁村立兼次小學校 | - 今歸仁村立湧川小學校 - 今歸仁村立古宇利小學校 |

## 姐妹市
- 酒田市（山形縣）

## 本地出身名人
- 目取真俊（小說家）
- 霜多正次（小說家）
- 嘉陽宗嗣（職業拳擊手－東洋太平洋light fly級冠軍
- 喜屋武綾乃（歌手）
- 宮里政玄（琉球大學名譽教授、專長：美國外交史、日美關係）
- 仲宗根政善（方言學者）
- 上原正吉（沖繩民謠歌手）
- 大城常夫（琉球大學法文學部經濟學教授）